# Superdéterminisme

Une description hypothétique du superdéterminisme dans laquelle des photons en provenance de Galaxies lointaines Sb et Sc sont polarisés de telle manière que les choix d'Alice et Bob concernant l'orientation des détecteurs α et β de l'expérience d'Aspect mènent à la violation des inégalités de Bell.
Les mesures en α et β sont ultimement corrélées car les photons et les choix de Alice et Bob sont influencés par une cause commune (le Big Bang), même si Alice et Bob, ou les galaxies, ne peuvent s'influencer directement l'un l'autre.

Dans le contexte de la mécanique quantique, le superdéterminisme est un terme employé pour décrire une hypothétique classe de théories qui échappent aux conclusions classiques du théorème de Bell par le fait qu'elles sont complètement déterministes. Les violation des inégalités de Bell sont classiquement interprétées comme caractérisant la non existence de  variables cachées et par conséquent la mécanique quantique est fondamentalement indéterministe.
Mais le superdéterminisme s'avère compatible avec la violation des inégalités de Bell, car celles-ci dépendent de l'hypothèse du libre arbitre (l'indépendance statistique des mesures distantes). C'est peut-être le fait que cette hypothèse soit fausse (tout étant complètement déterminé depuis le début de l'univers par une cause initiale commune, les mesures distantes ne sont pas fondamentalement indépendantes) qui mène à la violation des inégalités de Bell, et non l'absence de variables cachées.
Il est concevable, mais sans doute peu probable, que quelqu'un pourrait exploiter cette faille pour construire une théorie à variables cachées qui reproduise les prédictions de la mécanique quantique. Les tenants du superdéterminisme ne reconnaissent pas l'existence de véritable hasard ou de probabilités où que ce soit dans le cosmos.

## Concept
Le théorème de Bell suppose que les types de mesures effectuées au niveau de chaque détecteur peuvent être choisis indépendamment les uns des autres.
Pour que l'argument de l'inégalité de Bell soit valide, il est nécessaire d'être capable de parler véritablement de ce que le résultat de l'expérience aurait été si des choix différents avaient été faits. Cette hypothèse est appelé netteté contre-factuelle (en). Mais dans une théorie déterministe, les mesures que les expérimentateurs choisissent pour chaque détecteur sont prédéterminées par les lois de la physique (superdéterminés). On peut donc dire qu'il est erroné de parler de ce qui se serait passé si différentes mesures avaient été choisies : aucun autre choix de mesure n'était physiquement possible.
Puisque les mesures choisies sont déterminées à l'avance, les résultats d'un détecteur peuvent être affectés par le type de mesure effectué par un autre sans qu'une information ait besoin de voyager plus vite que la vitesse de la lumière entre les deux.
Dans les années 1980, John Stewart Bell a commenté le superdéterminisme dans un entretien à la BBC,.

« Il y a une façon d'échapper à l'inférence des vitesses supraluminiques et à l'action fantôme à distance. Mais elle implique un déterminisme absolu dans l'univers, l'absence complète de libre arbitre. Si nous supposons que le monde est superdéterministe et pas seulement que la nature inanimée actionne des mécanismes derrière-la-scène, mais avec notre comportement, y compris notre conviction que nous sommes libres de choisir de faire une expérience plutôt qu'une autre, absolument prédéterminée, y compris la « décision » par l'expérimentateur de mener à bien une série de mesures plutôt qu'une autre, alors la difficulté disparaît. Il est inutile  pour un signal lumineux plus rapide de dire à la particule A quelle mesure a été effectuée sur la particule B, parce que l'univers, y compris la particule A, « sait » déjà ce que cette mesure - et son résultat - seront. »

Bien qu'il ait reconnu cette lacune, il a également fait valoir qu'elle était invraisemblable. Même si les mesures effectuées sont choisies par des générateurs déterministes de nombres aléatoires, les choix peuvent être considérés comme « effectivement libres pour l'objet dont il est question » parce que le choix de la machine est déterminé par un grand nombre de très petits effets. Il est peu probable que la variable cachée soit sensible à absolument toutes les mêmes petites influences que l'est le générateur de nombre aléatoire. Et c'est encore plus vrai pour les choix d'un humain.
Le superdéterminisme a également été critiqué en raison de ses implications relatives à la validité de la science elle-même. Anton Zeilinger par exemple a écrit :

« Nous supposons toujours implicitement la liberté de l'expérimentateur... Cette hypothèse fondamentale est essentielle pour faire de la science. Si cela devait n'être pas vrai, alors je suggère que cela n'aurait aucun sens de poser des questions à la nature dans une expérience puisque alors, la nature pourrait déterminer ce que sont nos questions et cela pourrait guider nos questions de telle façon que nous arrivions à une fausse image de nature. »

## Tests
En 2017, Anton Zeilinger a mis au point un test EPR qui fait dépendre les choix de mesure de la lumière d'étoiles lointaines. Les étoiles dans cette expérience sont éloignées de 500 années lumière. L'expérience a bien constaté une violation des inégalités de Bell. Cela signifie que la "conspiration" des variables cachées pour violer les inégalités de Bell, si elle existe, doit avoir lieu 500 ans avant l'expérience et tenir compte de ce qu'il va se passer dans 500 ans à 500 années lumière de là. Cela rend d'autant plus improbable et invraisemblable une telle "conspiration", même si cela ne l'écarte pas formellement.

## Source de la traduction
- (en) Cet article est partiellement ou en totalité issu de l’article de Wikipédia en anglais intitulé « Superdeterminism » (voir la liste des auteurs).